# Un diavolo di ragazza
Un diavolo di ragazza (Girlfriend from Hell) è un film del 1989 di Daniel Peterson, interpretato da Liane Curtis, Lezlie Deane e Dana Ashbrook.

## Trama
Manhattan, fine anni ottanta. Satana, sceso dal suo pianeta sulla terra, è perseguitato da Chaser (un cacciatore di Dio). Per cercare di sfuggire, dal suo inseguitore, il diavolo si impossessa del corpo della giovane e timida Maggie stravolgendone la vita, le abitudini, le amicizie e gli amori.

## Promozione
Le grafiche per i manifesti e le locandine utilizzate per la promozione del film sono state realizzate da Enzo Sciotti.

## Distribuzione
Il film è stato presentato in anteprima negli Stati Uniti il 24 aprile 1989 al Houston Film Festival, mentre nelle sale italiane è stato distribuito a partire dal 1º settembre 1989.

### Edizioni home video
Nel corso degli anni la pellicola è stata distribuita nel circuito home video sia in formato formato videocassetta VHS che in formato Laserdisc.

## Accoglienza
La critica italiana ha definito il film una commedia dall'horror bonario dove il male non è poi così male e il bene non è così bene.